# Anapa
Anapa (ros. Анапа) – miasto w Rosji, w Kraju Krasnodarskim, port nad Morzem Czarnym. Około 94 tys. mieszkańców (2021). Jest uzdrowiskiem morskim (wody mineralne, kąpiele błotne). Są tam tereny upraw winnej latorośli.
W mieście rozwinął się przemysł spożywczy i materiałów budowlanych.

## Transport

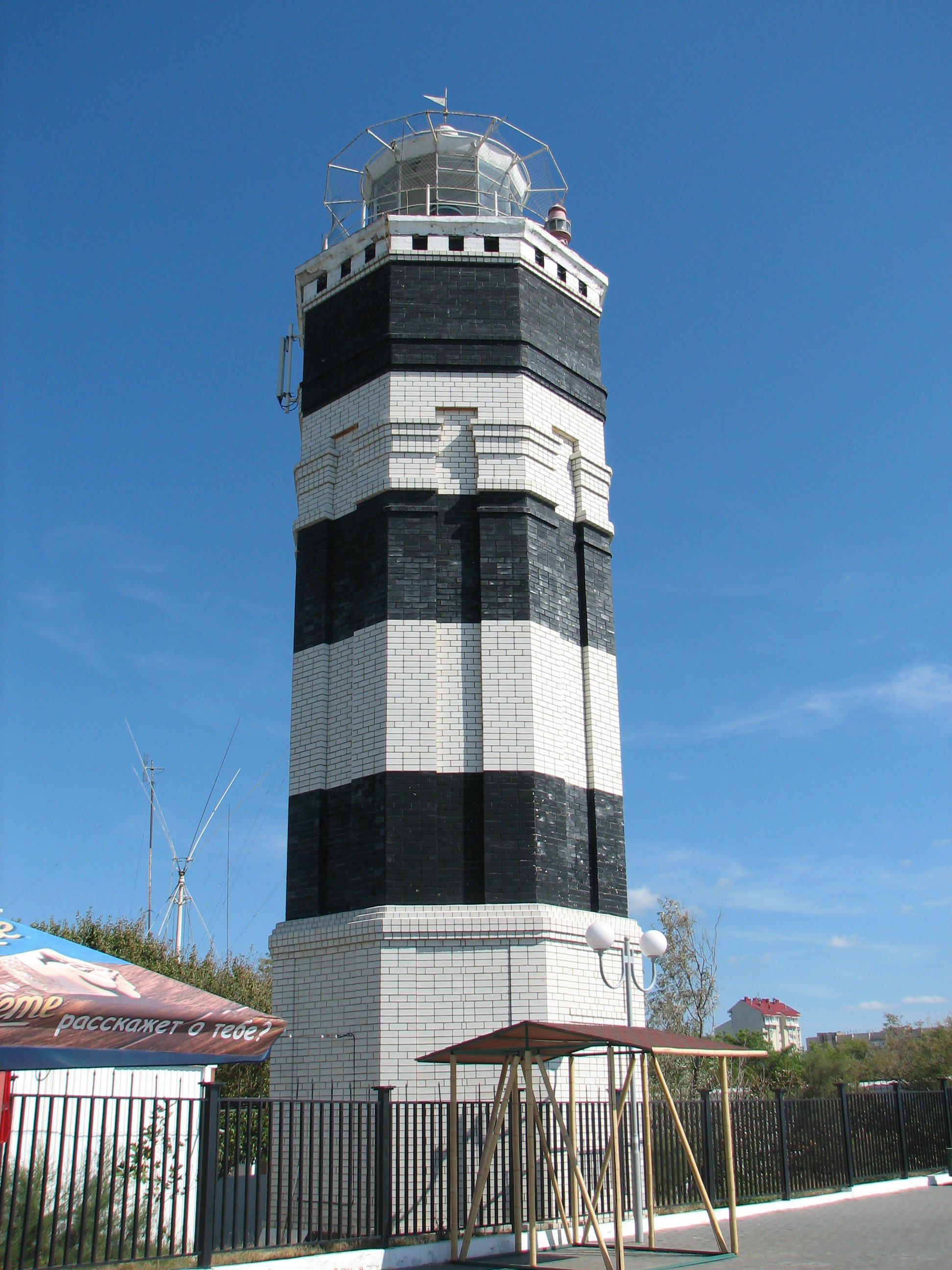
Latarnia morska w Anapie

Anapa posiada port lotniczy o znaczeniu federalnym.